# The New Saints Football Club
The New Saints Football Club (en galés: Clwb Pêl-droed y Seintiau Newydd) es un club de fútbol situado en las ciudades de Llansanffraid-ym-Mechain (Gales) y Oswestry (Inglaterra), compite en la Cymru Premier, máxima categoría del fútbol galés. Se fundó en 1959 con el nombre de Llansantffraid, y en 2003 se fusionó con Oswestry, un equipo inglés que jugaba en el campeonato galés. Tanto Llansantffraid como Oswestry son ciudades fronterizas muy próximas entre sí, separadas a sólo 14 kilómetros de distancia.
Desde 1997 y hasta 2006 el club estuvo patrocinado por la empresa informática Total Network Solutions, que dio su nombre a la entidad. Cuando la empresa fue absorbida por British Telecom, los aficionados cambiaron el nombre del equipo por The New Saints.

## Historia

### Como Llansantffraid FC (1959-1996)
En 1959 se fundó el Llansantffraid FC, un equipo de fútbol amateur que representaba a la pequeña ciudad fronteriza de Llansanffraid-ym-Mechain (Gales), con menos de 1000 habitantes. Durante muchos años el club jugó en categorías inferiores como la liga de fútbol amateur de Montgomeryshire, cuarto nivel del fútbol galés, y tuvo una trayectoria modesta. Sin embargo, a partir de los años 1980 su situación mejoró y el equipo fue seleccionado para participar en la tercera categoría de Gales en la temporada 1989/90. Llansantffraid consiguió su ascenso al segundo nivel en su primer año, y en la campaña 1992/93 los galeses consiguieron ascender a la Premier League de Gales como campeones.
Su primera temporada en la máxima categoría galesa no fue buena, ya que el club terminó en decimoctava posición de 20 participantes. Sin embargo, su actuación en el campeonato doméstico mejoró con una novena posición en la campaña 1994/95. Ese mismo año Llansantffraid ganó la Copa de la Liga, y en 1995/96 se proclamó vencedor de la Copa de Gales tras derrotar en la final por penalties a Barry Town FC.

### Como Total Network Solutions (1996-2006)
Con su victoria en la Copa de Gales, Llansantffraid pudo disputar la Recopa de Europa 1996/97. Meses antes de su debut Total Network Solutions, una empresa inglesa de informática, firmó un contrato de patrocinio que le permitía incorporar su nombre al del club. Su debut europeo fue frente al Ruch Chorzów polaco, y se saldó con una derrota acumulada de 1:6 (1:1 en la ida y 0:5 en la vuelta).
Tras un breve periodo de tiempo como TNS Llansantffraid, en 1997 se adoptó el nombre definitivo de Total Network Solutions FC o TNS. El equipo galés fue el primero de Reino Unido en adoptar el nombre de su patrocinador. Gracias al lucrativo contrato de patrocinio la entidad pudo pagar mejores contratos a tiempo completo, convirtiéndose en uno de los primeros clubes profesionales de la Premier League de Gales. En la temporada 1999/2000 TNS ganó su primera liga de Gales, y debutó un año después en la Liga de Campeones de 2001, siendo derrotado por el FC Levadia Tallinn de Estonia. En los siguientes años, el equipo de Llansantffraid tuvo que jugar sus partidos internacionales en los estadios del Newport County y Wrexham FC porque su campo no cumplía con los requisitos exigidos por la UEFA.
En verano de 2003, The New Saints anunció un acuerdo para absorber el Oswestry FC de Inglaterra. Situado en Oswestry, una ciudad inglesa fronteriza con Gales, el club jugó tres temporadas en la Premier League galesa hasta que entró en bancarrota. Su fusión fue aprobada por la Asociación de Fútbol de Gales y ratificada por la UEFA en agosto de ese año, pese a sus reticencias iniciales por el hecho de que los clubes procedieran de dos ciudades bajo distintas federaciones (Inglaterra y Gales). TNS mantuvo una sede social en ambas ciudades, se vio reforzado con los mejores jugadores de ambas formaciones, y dominó el campeonato doméstico con tres títulos de liga consecutivos en 2004/05, 2005/06 y 2006/07. En 2005 se consiguió además un doblete, al ganar Liga y Copa.

### Como The New Saints (Desde 2006)
A mediados de la temporada 2005/06, la empresa Total Networks Solutions fue adquirida por British Telecom, que suspendió su patrocinio al término de esa campaña. Por ello, los socios y aficionados del club se reunieron para buscar un nuevo nombre. Después de varias ideas fallidas, como subastar los derechos de nombre a través de eBay, se llegó a un consenso para cambiar la denominación social por The New Saints, traducible como "Los nuevos santos". El nombre mantenía las siglas TNS y hacía referencia a un vínculo común entre Llansantffraid, apodada Saints, y Oswestry, muy vinculada a Oswaldo de Northumbria. El escudo del club también cambió, y tomaba un dragón galés junto a un león presente en el escudo del desaparecido Oswestry FC.
La marcha de Total Networks no perjudicó al club, que continuó siendo uno de los equipos más fuertes del campeonato galés. En la temporada 2009/10 The New Saints se proclamó campeón de liga por quinta vez, y obtuvo de la Asociación de Fútbol de Gales una plaza en la remodelada Premier League de Gales. Durante febrero de 2010 se estudió la posibilidad de trasladarse al Deva Stadium de Chester (Inglaterra), antiguo recinto del desaparecido Chester City. Sin embargo, el club desechó la posibilidad y continuar jugando en Oswestry.
El 30 de diciembre de 2016, The New Saints derrotó al Cefn Druids 2-0 en la Premier League de Gales. Esto extendió su carrera ganadora a 27 partidos, superando el récord anterior de 26 establecido por el Ajax en la década de 1970 para convertirse en el club con más victorias consecutivas en primera división.

### Temporadas 2018-19
El 10 de julio de 2018 se enfrentó al KF Shkëndija en la clasificación a la Liga de Campeones de la UEFA perdiendo el partido de ida 5-  y ganando el partido de vuelta disputado el 17 de julio por 4-0 y con un global de 5-4 quedando eliminados. El 26 de julio se enfrentaron al Lincoln Red Imps ej la clasificación a la Liga Europa de la UEFA ganando ambos partidos con un global de 3-2, clasificándose a la siguiente fase donde enfrentó al FC Midtjylland quien los eliminó con un global de 5-1. Desde el 17 de noviembre de 2018 el club logró una racha de 20 partidos consecutivos sin perder logrando 17 victorias y solo 3 empates en todas las competiciones. Terminó la temporada coronándose campeón de la Copa de Gales y la Premier League de Gales por 8.ª ocasión de forma consecutiva después de haber conseguido 74 puntos gracias a haber ganando 23 partidos, empatado 5 y perdido 4 con 99 goles a favor y solo 16 en contra, siendo Greg Draper uno de los pilares fundamentales para ganar la liga anotando 27 goles.

## Escudo
El escudo de The New Saints muestra dos distintitvos de las ciudades de Llansantffraid y Oswestry. A la izquierda figura un dragón galés rojo sobre un fondo verde en representación de la ciudad galesa, mientras que a la derecha aparece un león dorado sobre un fondo azul que representa el antiguo escudo del Oswestry FC. Cada lado cuenta además con el nombre de las dos ciudades. En la parte superior, figura la inscripción "The New Saints".
Este escudo se introdujo después de que Total Network Solutions cesara su patrocinio en 2006. El estandarte original era una cruz verde con el dragón galés encima, rodeados por un círculo. Dentro del mismo figuraba el nombre del club, y se mantuvo tanto en la época del Llansantffraid FC como bajo el patrocinio de TNS. Sin embargo, la absorción del Oswestry FC obligó a pensar un nuevo escudo que representara a las dos ciudades.

## Estadio
The New Saints disputa sus partidos como local en Park Hall Stadium, un campo de fútbol situado en Oswestry (Inglaterra). Su terreno de juego es de césped natural y cuenta con 2.000 localidades, ampliables hasta 3.000 gracias a gradas supletorias desmontables.
A diferencia de otros campos de fútbol británicos, el Park Hall de Oswestry es un recinto muy modesto que no cuenta con las medidas requeridas por la UEFA para disputar partidos internacionales. Por ello, TNS debe desplazarse a otras ciudades de Gales como Wrexham para jugar encuentros de la Liga de Campeones o la Europa League. Esta situación se repite en la gran mayoría de los equipos de la Premier League de Gales.
El anterior terreno de juego de TNS fue Treflan (oficialmente, Recreation Ground) en Llansantffraid-ym-Mechain, para 1000 espectadores. Con la fusión con Oswestry FC, el equipo galés convirtió el estadio inglés en su campo principal, pero no abandonó Treflan hasta la temporada 2006/07.

## Palmarés

### Torneos nacionales
- Liga de Gales (17): 1999-00, 2004-05, 2005-06, 2006-07, 2009-10, 2011-12, 2012-13, 2013-14, 2014-15, 2015-16, 2016-17, 2017-18, 2018-19, 2021-22, 2022-23, 2023-24, 2024-25
- Copa de Gales (10): 1995-96, 2004-05, 2011-12, 2013-14, 2014-15, 2015-16, 2018-19, 2021-22, 2022-23, 2024-25
- Copa de la Liga de Gales (11): 1994-95, 2005-06, 2008-09, 2009-10, 2010-11, 2014-15, 2015-16, 2016-17, 2017-18, 2023-24, 2024-25
- Segunda División de Gales (1): 1992-93
- FAW Premier Cup (1): 2006-07
- Copa Intermedia (1): 1992-93

## Participación en competiciones de la UEFA
| Competicion UEFA | Competicion UEFA         | Competicion UEFA | Competicion UEFA  | Competicion UEFA | Competicion UEFA | Competicion UEFA |
| Temporada        | Torneo                   | Ronda            | Club              | Casa             | Visita           | Global           |
| ---------------- | ------------------------ | ---------------- | ----------------- | ---------------- | ---------------- | ---------------- |
| 1996–97          | UEFA Cup Winners' Cup    | Clasificatoria   | Ruch Chorzow      | 1–1              | 0–5              | 1–6              |
| 2000–01          | UEFA Champions League    | Clasificatoria 1 | Levadia Tallinn   | 2–2              | 0–4              | 2–6              |
| 2001–02          | Copa UEFA                | Clasificatoria   | Polonia Varsovia  | 0–2              | 0–4              | 0–6              |
| 2002–03          | Copa UEFA                | Clasificatoria   | Amica Wronki      | 2–7              | 0–5              | 2–12             |
| 2003–04          | Copa UEFA                | Clasificatoria   | Manchester City   | 0–2              | 0–5              | 0–7              |
| 2004–05          | Copa UEFA                | Clasificatoria   | Östers            | 1–2              | 0–2              | 1–4              |
| 2005–06          | UEFA Champions League    | Clasificatoria 1 | Liverpool         | 0–3              | 0–3              | 0–6              |
| 2006–07          | UEFA Champions League    | Clasificatoria 1 | MYPA              | 0–1              | 0–1              | 0–2              |
| 2007–08          | UEFA Champions League    | Clasificatoria 1 | Ventspils         | 3–2              | 1–2              | 4–4 (a)          |
| 2008–09          | Copa UEFA                | Clasificatoria 1 | Suduva            | 0–1              | 0–1              | 0–2              |
| 2009–10          | UEFA Europa League       | Clasificatoria 1 | FRAM              | 1–2              | 1–2              | 2–4              |
| 2010–11          | UEFA Champions League    | Clasificatoria 2 | Bohemians         | 4–0              | 0–1              | 4–1              |
| 2010–11          | UEFA Champions League    | Clasificatoria 3 | Anderlecht        | 1–3              | 0–3              | 1–6              |
| 2010–11          | UEFA Europa League       | Play-off         | CSKA Sofia        | 2–2              | 0–3              | 2–5              |
| 2011–12          | UEFA Europa League       | Clasificatoria 1 | Cliftonville      | 1–1              | 1–0              | 2–1              |
| 2011–12          | UEFA Europa League       | Clasificatoria 2 | Midtjylland       | 1–3              | 2–5              | 3–8              |
| 2012–13          | UEFA Champions League    | Clasificatoria 2 | Helsingborgs      | 0–0              | 0–3              | 0–3              |
| 2013–14          | UEFA Champions League    | Clasificatoria 2 | Legia Varsovia    | 1–3              | 0–1              | 1–4              |
| 2014–15          | UEFA Champions League    | Clasificatoria 2 | Slovan Bratislava | 0–2              | 0–1              | 0–3              |
| 2015–16          | UEFA Champions League    | Clasificatoria 1 | B36 Tórshavn      | 4–1              | 2–1              | 6–2              |
| 2015–16          | UEFA Champions League    | Clasificatoria 2 | Videoton          | 0–1              | 1–1              | 1–2              |
| 2016–17          | UEFA Champions League    | Clasificatoria 1 | Tre Penne         | 2–1              | 3–0              | 5–1              |
| 2016–17          | UEFA Champions League    | Clasificatoria 2 | APOEL Nicosia     | 0–0              | 0–3              | 0–3              |
| 2017–18          | UEFA Champions League    | Clasificatoria 1 | Europa            | 3–1 (t.e.)       | 1–2              | 4–3              |
| 2017–18          | UEFA Champions League    | Clasificatoria 2 | Rijeka            | 1–5              | 0–2              | 1–7              |
| 2018–19          | UEFA Champions League    | Clasificatoria 1 | Shkëndija         | 4–0              | 0–5              | 4–5              |
| 2018–19          | UEFA Europa League       | Clasificatoria 2 | Lincoln Red Imps  | 2–1              | 1–1              | 3–2              |
| 2018–19          | UEFA Europa League       | Clasificatoria 3 | Midtjylland       | 0–2              | 1–3              | 1–5              |
| 2019–20          | UEFA Champions League    | Clasificatoria 1 | Feronikeli        | 2–2              | 1–0              | 3–2              |
| 2019–20          | UEFA Champions League    | Clasificatoria 2 | Copenhague        | 0–2              | 0–1              | 0–3              |
| 2019–20          | UEFA Europa League       | Clasificatoria 3 | Ludogorets        | 0–4              | 0–5              | 0-9              |
| 2020–21          | UEFA Europa League       | Clasificatoria 1 | Žilina            | 3–1              | –                | 3–1 (t. s.)      |
| 2020–21          | UEFA Europa League       | Clasificatoria 2 | B36               | –                | 2–2              | 2–2 (4:5 pen.)   |
| 2021–22          | Europa Conference League | Clasificatoria 1 | Glentoran         | 2–0              | 1–1              | 3–1              |
| 2021–22          | Europa Conference League | Clasificatoria 2 | Kauno Žalgiris    | 5–1              | 5–0              | 10–1             |
| 2021–22          | Europa Conference League | Clasificatoria 3 | Viktoria Plzeň    | 4-2              | 1–3              | 5–5 (1:4 pen.)   |
| 2022–23          | UEFA Champions League    | Clasificatoria 1 | Linfield          | 1-0              | 0-2              | 1-2              |
| 2022–23          | UEFA Conference League   | Clasificatoria 2 | Vikingur          | 0-0              | 0-2              | 0-2              |
| 2023–24          | UEFA Champions League    | Clasificatoria 1 | Hacken            | 0-2              | 1-3              | 1-5              |
| 2023–24          | UEFA Conference League   | Clasificatoria 2 | Swift Hesperange  | 1-1              | 2-3              | 3-4              |
| 2024-25          | UEFA Champions League    | Clasificatoria 1 | Decic             | 3-0              | 1-1              | 4-1              |
| 2024-25          | UEFA Champions League    | Clasificatoria 2 | Ferencvaros       | 1-2              | 0-5              | 1-7              |
| 2024-25          | UEFA Europa League       | Clasificatoria 3 | Petrocub Hincesti | 0-0              | 0-1              | 0-1              |
| 2024-25          | UEFA Conference League   | Play-off         | Panevezys         | 0-0              | 3-0              | 3-0              |
| 2024-25          | UEFA Conference League   | Fase Liga        | Fiorentina        |                  | 0-2              | 32º Lugar        |
| 2024-25          | UEFA Conference League   | Fase Liga        | Astana            | 2-0              |                  | 32º Lugar        |
| 2024-25          | UEFA Conference League   | Fase Liga        | Shamrock Rovers   |                  | 1-2              | 32º Lugar        |
| 2024-25          | UEFA Conference League   | Fase Liga        | Djurgardens       | 0-1              |                  | 32º Lugar        |
| 2024-25          | UEFA Conference League   | Fase Liga        | Panathinaikos     | 0-2              |                  | 32º Lugar        |
| 2024-25          | UEFA Conference League   | Fase Liga        | Celje             |                  | 2-3              | 32º Lugar        |
| 2025–26          | UEFA Champions League    | Clasificatoria 1 | Shkëndija         | 0-0              | 1-2 (t.e.)       | 1-2              |
| 2025–26          | UEFA Conference League   | Clasificatoria 2 | Differdange 03    | 0-1              | 0-1              | 0-2              |